# Secretary of State of New Mexico

Das große Siegel von New Mexico

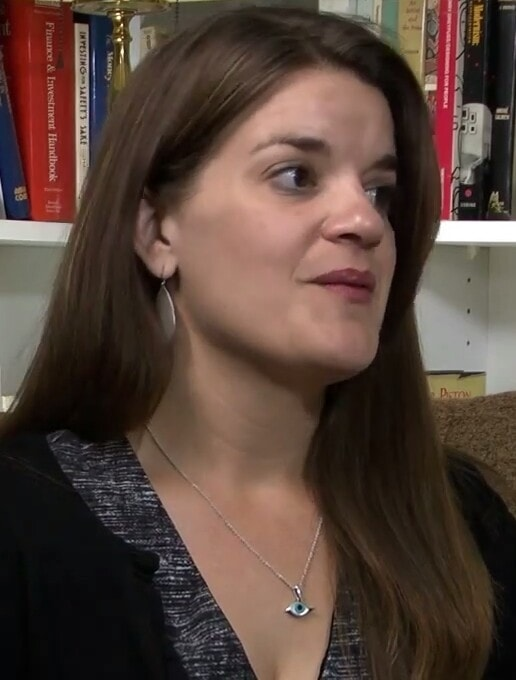
Maggie Toulouse Oliver, derzeit Secretary of State von New Mexico

Der Secretary of State of New Mexico gehört zu den konstitutionellen Ämtern des Staates New Mexico.
Das Amt wurde im Jahr 1912 mit einer fünfjährigen Amtszeit geschaffen. Der Amtsinhaber wird durch die wahlberechtigte Bevölkerung von New Mexico gewählt. Zu den Wahlen im Jahr 1916 wurde die Amtszeit auf zwei Jahre reduziert mit der Möglichkeit einer einmaligen Wiederwahl. Die Amtszeit wurde zu den Wahlen im Jahr 1970 dann auf vier Jahre verlängert. Eine Wiederwahl war nicht möglich. Zu den Wahlen im Jahr 1990 erfolgte eine weitere Änderung. Die Amtszeit verblieb bei vier Jahren. Dafür wurde die Möglichkeit einer einmaligen Wiederwahl eingeräumt. Zu den Wahlen im Jahr 2010 wurde die Möglichkeit einer einmaligen Wiederwahl wieder abgeschafft.
Die amtierende Secretary of State of New Mexico ist Maggie Toulouse Oliver, welche ihren Posten am 1. Januar 2016 antrat.

## Aufgaben und Pflichten
Wenn der Gouverneur und der Vizegouverneur sich außerhalb des Staates befinden, fungiert der Secretary of State als kommissarischer Gouverneur. Der Secretary of State ist der Hüter des großen Siegels des Staates New Mexico und setzt Stempel auf allen Weisungen, welche im Namen des Offices of the Governor ausgestellt werden.
Zu Beginn jeder neuen Legislaturperiode bestellt der Secretary of State das Repräsentantenhaus von New Mexico ein und hat dort den Vorsitz, bis ein neuer Speaker of the House gewählt wird. Zusätzlich zu diesen Pflichten hat der Secretary of State die Leitung über das Office of the Secretary of State. Die Hauptaufgabe ist die des staatlichen Hauptwahlleiters.
Der Secretary of State überwacht den gesamten Wahlprozess, welcher die Aufrechterhaltung einer rechnergestützten Auflistung aller registrierten Wähler des Staates, die Prüfung und Auswertung von Wahlmaschinen sowie die Bereitstellung von zertifizierten präzisen Bezirkskarten umfasst. Mit der Verabschiedung des 1993 Governmental Conduct Acts übernahm die Behörde die Rolle der staatlichen Ethikbehörde. Die Aufgaben umfassen dabei die Regulierung der Lobbyistenaktivitäten und die Berichterstattung über Wahlkampffinanzierungen der Kandidaten für öffentliche Ämter und Political Action Committees, der vorgeschriebenen Einreichungen von finanziellen Angaben durch Kandidaten und Staatsbeamte einschließlich der Einreichung eines allgemeinen Verhaltenscodexes für Mitarbeiter unter ihrer Dienstaufsicht durch jeden gewählten Exekutivbeamten und dem Legislativrat.
Der Secretary of State unterhält die Aufzeichnungen zu Handel und Industrie in New Mexico. Markenzeichen für Waren und Dienstleistungen, welche in New Mexico verwendet werden, sind im Office of the Secretary of State zu registrieren. Uniform Commercial Codes (UCC) und die Aufzeichnungen über Darlehen, die durch Finanzinstitute gegen Kreditsicherheiten vergeben werden, müssen dem Secretary of State gemeldet werden. Alle Personen, die einer Tätigkeit als Notar nachgehen wollen, müssen sich beim Office of the Secretary of State registrieren.
Der Online-Zugang beim Office of the Secretary of State umfasst folgende Dienste (Stand: September 2017):
- Einreichung von Aufzeichnungen zu Krediten, die durch Finanzinstitute gegen Kreditsicherheiten vergeben wurden.
- Einreichung von Aufzeichnungen zu Uniform Commercial Codes.
- Auflistung aller registrierten Lobbyisten.

Der Online-Zugang soll in Zukunft um weitere Wahl- und Handelsdatenbanken erweitert werden.
Der Secretary of State ist von Amts wegen Mitglied im Board of Directors of the New Mexico Public Employees Retirement Association (PERA) und Board Member of State Records and Archives.
Andere Aufgaben des Secretary of State sind folgende:
- Verwahrung von juristischen Journalen, und Aufbewahrung von Aufzeichnungen über allen Gesetzesentwürfe, welche die New Mexico Legislature verabschiedete und vom Gouverneur von New Mexico unterzeichnet wurden.
- Aufbewahrung von Aufzeichnungen und Akten zu Volksbegehren, welche von ausgewiesenen Wahlern unterzeichnet wurden als Folge ihrer Missbilligung der verabschiedeten Gesetze während der letzte vorangegangenen Legislativperiode.
- Sicherstellung vor einer Wahl, dass die vorgeschlagenen Änderungen zu der Staatsverfassung von New Mexico in mindestens einer Zeitung in jedem County des Staates New Mexico für vier aufeinanderfolgende Wochen in englischer und spanischer Sprache erscheinen (sofern Zeitungen in beiden Sprachen in solchen Counties veröffentlicht werden).
- Dient als gesetzlicher Vertreter für Klagezustellungen in Fällen, wo der benannte Vertreter von einer inländischen oder ausländischen Körperschaft, die im Staat geschäftlich tätig ist, stirbt, zurücktritt, den Staat verlässt oder nicht gefunden werden kann.

## Organisation
Das Office of the Secretary of State besteht aus folgenden Divisions:
- Bureau of Election and Ethics Administration
- Business Services Division
- Finance/Human Resources Division
- Information Technology Division

### Bureau of Election and Ethics Administration
Das Bureau of Election and Ethics Administration bietet tägliche Hilfestellung in Wählerbildung, dem New Mexico Election Code, den Bundesmandaten und der Regierungsethik für die Bürger, den Beamten und den Kandidaten, um Bundes- und Landesrecht einzuhalten. Als Chief Elections Officer muss der Secretary of State das Wahlgeheimnis, die freien Wahlen und den Schutz vor Missbrauch gegen Wahlfranchise sicherstellen. Zu den Aufgaben des Secretary of State zählen auch die Bereitstellung einer effizienten Administration und die Durchführung von Wahlen bei Aufrechterhaltung der Einheitlichkeit in der Anwendung, dem Betrieb und der Interpretation des New Mexico Election Codes und der Bundesmandate.
Das Office of the Secretary of State überwacht alle landesweiten Wahlen, um die Einheitlichkeit und die Einhaltung mit den Landesgesetzen zu gewährleisten. Bei allen landesweiten Wahlen ist der Secretary of State für die Anwendung des Financial Disclosure Acts, des Campaign Finance Acts und des Voter Action Acts verantwortlich.

### Business Services Division
Unter die Zuständigkeit der Business Services Division fallen folgende Punkte:
- Farm Products Secured Interest Act
- Notary Public Act
- Public Utility Act
- Uniform Facsimile Signature of Public Officials Act
- Uniform Revised Limited Partnership Act
- Uniform Partnership Act
- Uniform Commercial Code-Secured Transactions
- State Conservancy Districts
- Trademark Act
- Vertretung für die Zustellung von Vorladungen und Beschwerden an (inländische und ausländische Körperschaften, inländische und ausländische Gesellschaften mit beschränkter Haftung, nicht ansässige Autofahrer, ungenehmigte ausländische Versicherungen und Gebietsfremde unter dem Owner-Residents Relations Act)
- International Wills
- Registration of Trading Stamp Companies
- Einreichungen von Rechtshandlungen durch den Gouverneur von New Mexico, wie: Durchführungsverordnungen, Bekanntmachungen, Wiedergaben und Bedarfsanforderungen, Begnadigungen, Ernennungen in die Boards und Commissions, und Zusammenstellung des Governor’s Executive Record and Certification einer Notary Public’s Commission.
- Körperschaften

### Finance/Human Resources Division
- Human Resources wickelt die Mitarbeiterrekrutierung und -auswahl, die Qualifizierung der Ausgleichszahlungen, die Einweisung, die Schulung, die Leistungen, das Lohn- und Arbeitsverhältnis ab.
- Finance ist für alle finanziellen Aspekte der Behörde zuständig, einschließlich der Budgetvorbereitung, der Überwachung der Verträge, der Nachverfolgung von Bundeszuschüssen, das Berichtswesen, die Erstattungen, die Kreditorenbuchhaltung, die Forderungen und das jährliche externe Audit.

### Information Technology Division
Die Information Technology Division ist für die Aufrechterhaltung von drei geschäftskritischen Anwendungsbereichen im Office of the Secretary of State zuständig:
- Voter Registration and Election Management System (VREMS): Das VREMS ist die zentralisierte Wählerregistrierungsdatenbank, die von allen 33 County Clerks im Staat genutzt wird. Sie beinhaltet die Wählerdaten und die Chronik und erzeugt alle Wählerlisten und das Material, welches für alle Städte-, Counties- und Landeswahlen im ganzen Staat benötigt werden.
- Campaign Finance Information System (CFIS): Das CFIS ist das Finanzberichterstattungssystem, welches von allen Kandidaten, Political Action Committees, Lobbyisten, Lobbyistenmitarbeitern eingesetzt wird, die dazu gesetzlich verpflichtet sind, um Ausgaben- und Spendeninformationen zur Wahrung der staatlichen Transparenz einzureichen und offenzulegen.
- Secretary of State’s Knowledgebase (SOSKB): Das SOSKB wird für die Nachverfolgung von einer Vielzahl von Daten verwendet, welche für den staatlichen Handel wichtig sind, einschließlich der Registrierungen von Personengesellschaften, der Markenregistrierungen, der Uniform Commercial Code (UCC) Anmeldungen, der Klagezustellungseintragungen und der landwirtschaftlichen Pfandrechtseintragungen.

## Liste der Secretaries of State of New Mexico
| #  | Secretary of State      | Amtszeit  | Parteizugehörigkeit |
| -- | ----------------------- | --------- | ------------------- |
| 1  | Antonio J. Lucero       | 1912–1918 | Demokrat            |
| 2  | Manuel Martínez         | 1919–1922 | Republikaner        |
| 3  | Soledad C. Chacón       | 1923–1926 | Demokratin          |
| 4  | Jennie Fortune          | 1927–1928 | Demokratin          |
| 5  | E. A. Perrault          | 1929–1930 | Republikaner        |
| 6  | Marguerite P. Baca      | 1931–1934 | Demokratin          |
| 7  | Elizabeth F. Gonzales   | 1935–1938 | Demokratin          |
| 8  | Jessie M. Gonzales      | 1939–1942 | Demokratin          |
| 9  | Cecilia T. Cleveland    | 1943–1946 | Demokratin          |
| 10 | Alicia Valdez Romero    | 1947–1950 | Demokratin          |
| 11 | Beatrice Roach Gottlieb | 1951–1954 | Demokratin          |
| 12 | Natalie Smith Buck      | 1955–1958 | Demokratin          |
| 13 | Betty Fiorina           | 1959–1962 | Demokratin          |
| 14 | Alberta Miller          | 1963–1966 | Demokratin          |
| 15 | Ernestine Durán Evans   | 1967–1970 | Demokratin          |
| 16 | Betty Fiorina           | 1971–1974 | Demokratin          |
| 17 | Ernestine D. Evans      | 1974–1978 | Demokratin          |
| 18 | Shirley Hooper          | 1979–1982 | Demokratin          |
| 19 | Clara Padilla Jones     | 1983–1986 | Demokratin          |
| 20 | Rebecca Vigil-Giron     | 1987–1990 | Demokratin          |
| 21 | Stephanie Gonzales      | 1991–1998 | Demokratin          |
| 22 | Rebecca Vigil-Giron     | 1999–2006 | Demokratin          |
| 23 | Mary Herrera            | 2007–2010 | Demokratin          |
| 24 | Dianna Duran            | 2011–2015 | Republikanerin      |
| -  | Mary Quintana           | 2015      |                     |
| 25 | Brad Winter             | 2015–2016 | Republikaner        |
| 26 | Maggie Toulouse Oliver  | seit 2016 | Demokratin          |